# جونسون فاغنر
جونسون فاغنر (بالإنجليزية: Johnson Wagner)‏ هو لاعب غولف أمريكي، ولد في 23 مارس 1980 في أماريلو في الولايات المتحدة.

## وصلات خارجية
- جونسون فاغنر على موقع رابطة لاعبي الغولف المحترفين (الإنجليزية)
- جونسون فاغنر على موقع رابطة اليابان للاعبي الغولف المحترفين (الإنجليزية)
- جونسون فاغنر على موقع التصنيف العالمي الرسمي للغولف (الإنجليزية)